# Christine Dulac
Christine Dulac, coniugata Rougerie (Marsiglia, 27 gennaio 1952), è un'ex cestista francese.

## Carriera
Con la Francia ha disputato i Campionati del mondo del 1971 e quattro edizioni dei Campionati europei (1968, 1970, 1972, 1976).